# Sphaerobasidioscypha
Sphaerobasidioscypha es un género de hongos de la familia Cyphellaceae. El género contiene 2 especies que se encuentran en Nueva Zelanda y en Venezuela.